# مداد نوکی
مداد نوکی، اتود (به فرانسوی: Étude)، مداد مغزی، مداد مکانیکی (به انگلیسی: Mechanical pencil)، مداد اتوماتیک یا مداد فشاری یک نوع مداد است که مغزی (نوک) درون آن جای می‌گیرد و به‌وسیله یک دکمه که به یک فنر متصل است، به تدریج هنگام نیاز بیرون رانده می‌شود. مغزی مداد نوکی، در اندازه‌ها و قطرهای گوناگون است. قطرهای استاندارد آن، پنج دهم و هفت دهم میلی‌متر است. همچنین مغزی مداد در جنس‌های مختلف و در پنج گروه وجود دارد (شامل گروه‌های2B,B,HB,F,H,2H) که با شماره‌ای (مانند ۰٫۵ یا ۰٫۷ میلی‌متر) نرمی یا سفتی آن مشخص شده‌است. این نوع مداد از لحاظ ظاهری تقریباً شبیه به خودکار است.
از مزایای این نوع مداد می‌توان به داشتن صرفه اقتصادی آن اشاره کرد که تنها با خرید نوک می‌توان مجدد از آن استفاده نمود.

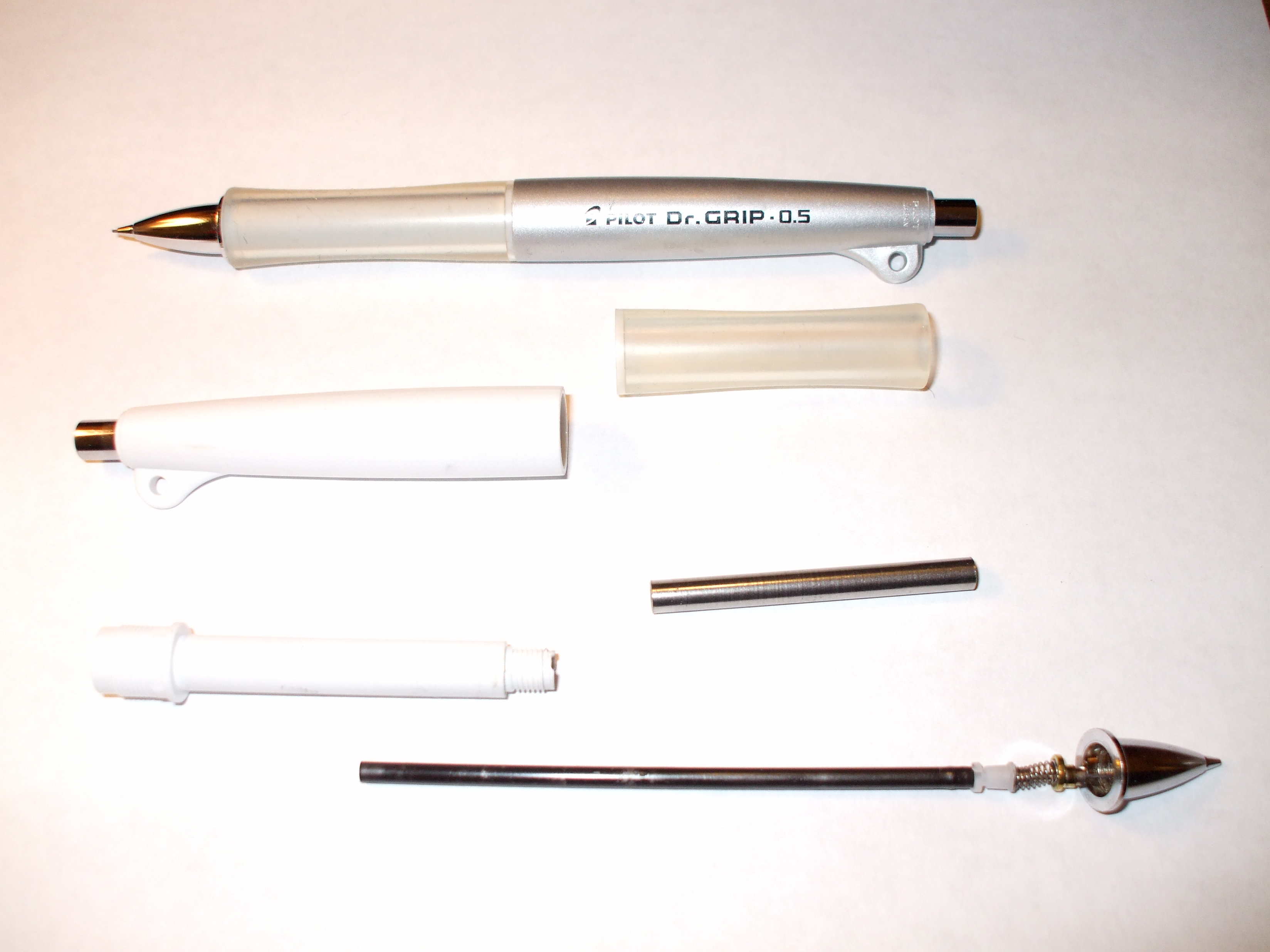
اجزای مداد نوکی
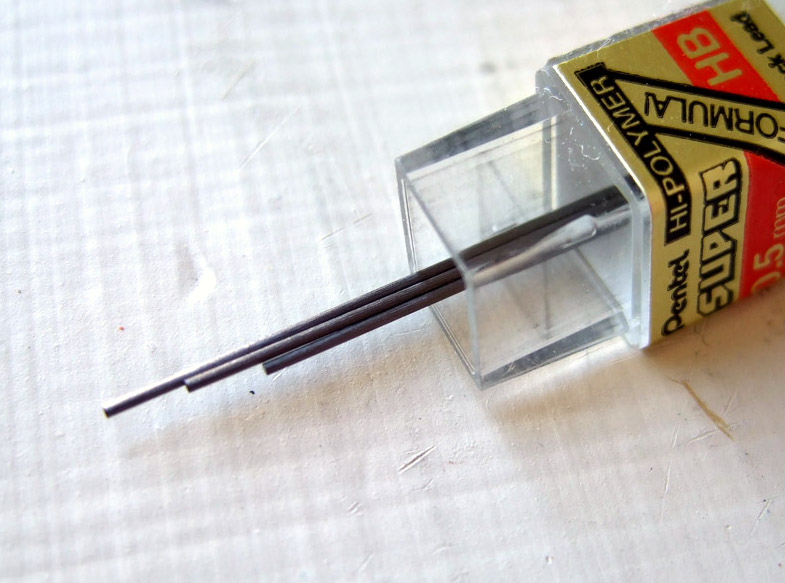
جعبه مغزی‌ها (نوک‌ها)
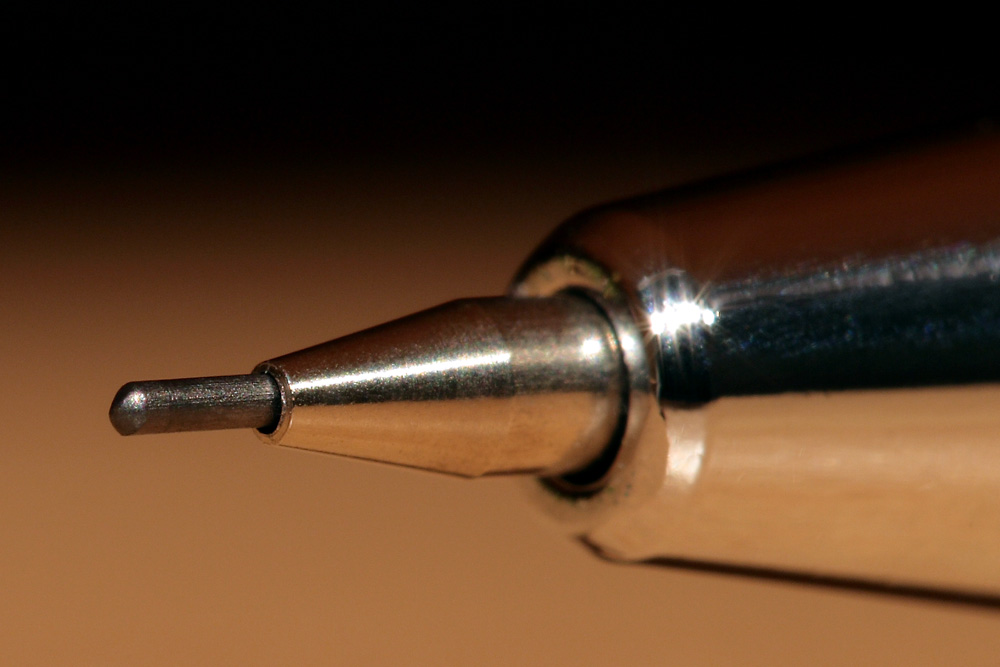
سر مداد نوکی
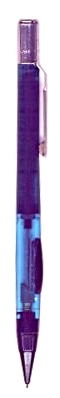
مداد نوکی
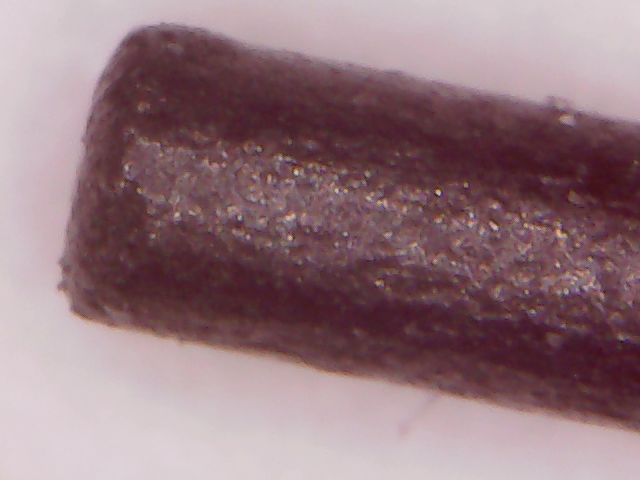
نوک مداد اتد زیر میکروسکوپ
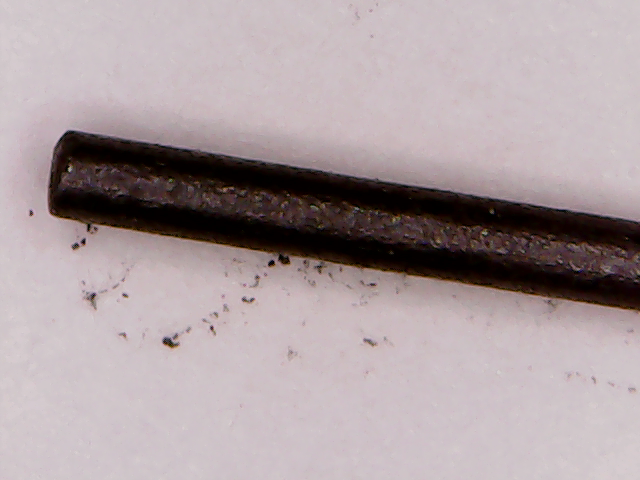
نوک مداد اتد زیر میکروسکوپ